# دهقانان (خرامه)
دهقانان یک روستا در ایران است که در دهستان دهقانان واقع شده‌است. دهقانان ۷۲۳ نفر جمعیت دارد.